# Niedźwiedź jaskiniowy

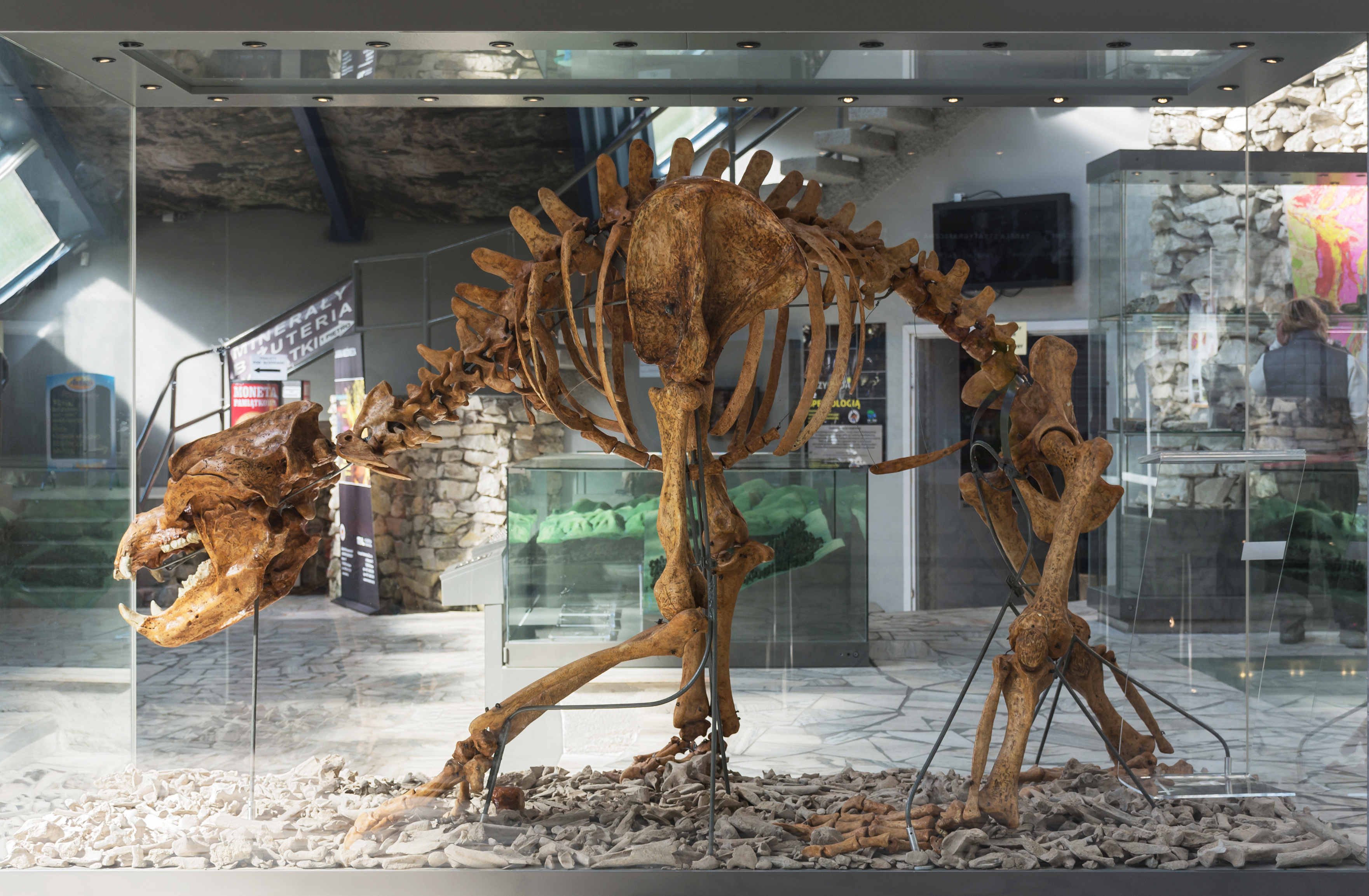
Szkielet niedźwiedzia jaskiniowego w Jaskini Niedźwiedziej w Kletnie

Niedźwiedź jaskiniowy (Ursus spelaeus) – gatunek ssaka z rodziny niedźwiedziowatych (Ursidae), zamieszkującego Europę w okresie plejstocenu ok. 300 tysięcy lat temu i wymarłego pod koniec ostatniej epoki lodowcowej, ok. 28 tysięcy lat temu.
Zarówno polska nazwa niedźwiedź jaskiniowy, jak też łacińska Ursus spelaeus, wiąże się z faktem, iż szczątki tych zwierząt znajdowano głównie w jaskiniach. To sprawia, że uważa się, iż zwierzę to spędzało o wiele więcej czasu w jaskiniach niż żyjący współcześnie niedźwiedź brunatny, który takie miejsca wykorzystuje wyłącznie do snu zimowego.

## Występowanie
Kości niedźwiedzi jaskiniowych odnaleziono w wielu jaskiniach w prawie całej Europie, np. w jaskini Dechenhöhle (Niemcy), Teufelshöhle (Niemcy), Drachenloch (Szwajcaria), Jaskini Ważeckiej (Słowacja), zaś na terenie Polski np. w Jaskini Magurskiej w Tatrach oraz w wielu jaskiniach Wyżyny Krakowsko-Częstochowskiej, Karpat i Sudetów (m.in. w Jaskini Niedźwiedziej i Jaskini Radochowskiej).

## Opis
Niedźwiedzie jaskiniowe osiągały do 1,5 m wysokości w kłębie, do 1000 kg wagi i do 2 m długości, samice były zwykle nieco mniejsze.
Najbardziej zauważalnymi cechami różniącymi obydwa gatunki, poza wielkością, są: odmienna budowa czaszki – niedźwiedzie jaskiniowe miały wysokie, stromo nachylone czoło, natomiast czoło niedźwiedzia brunatnego jest niskie i raczej płaskie, oraz szerokie korony zębów trzonowych typowe dla roślinożerców.
Niedźwiedzie jaskiniowe były prawie wyłącznie roślinożerne, o czym świadczy budowa ich zębów.

## Przyczyny wymarcia
Przypuszczalnie w wymarciu niedźwiedzi jaskiniowych znaczącą rolę odegrała zmiana klimatu u schyłku zlodowacenia bałtyckiego (Würm), do którego niedźwiedzie jaskiniowe nie zdołały się przystosować. Wcześniej uważano, że zwierzęta te wymarły około 11 tys. lat temu i do ich wyginięcia przyczynili się w dużym stopniu także ludzie. W wyniku dalszych badań przesunięto okres wymarcia na 27 800 lat temu, co wyklucza wpływ ludzi na wymarcie niedźwiedzi, populacja ludzka na terenie Europy była wówczas zbyt mała, aby znacząco wpłynąć na stan populacji niedźwiedzi jaskiniowych.
Niektórzy badacze uważają, iż niedźwiedzie jaskiniowe były w jakiś sposób czczone przez prehistorycznych Europejczyków, o czym świadczą liczne malowidła i rysunki naskalne przedstawiające te zwierzęta. Dowodzi tego także np. znalezisko w szwajcarskiej jaskini Drachenloch, gdzie natrafiono na niedźwiedzie czaszki zamknięte w kamiennym sarkofagu, nakrytym kamienną płytą, co by świadczyło o celowym pochówku zwierząt.
Z badań Barlowa i współpracowników (2018) wynika, że w plejstocenie niedźwiedzie jaskiniowe krzyżowały się z niedźwiedziami brunatnymi i że do dziś żyją niedźwiedzie brunatne będące potomkami niedźwiedzi jaskiniowych.

## Galeria

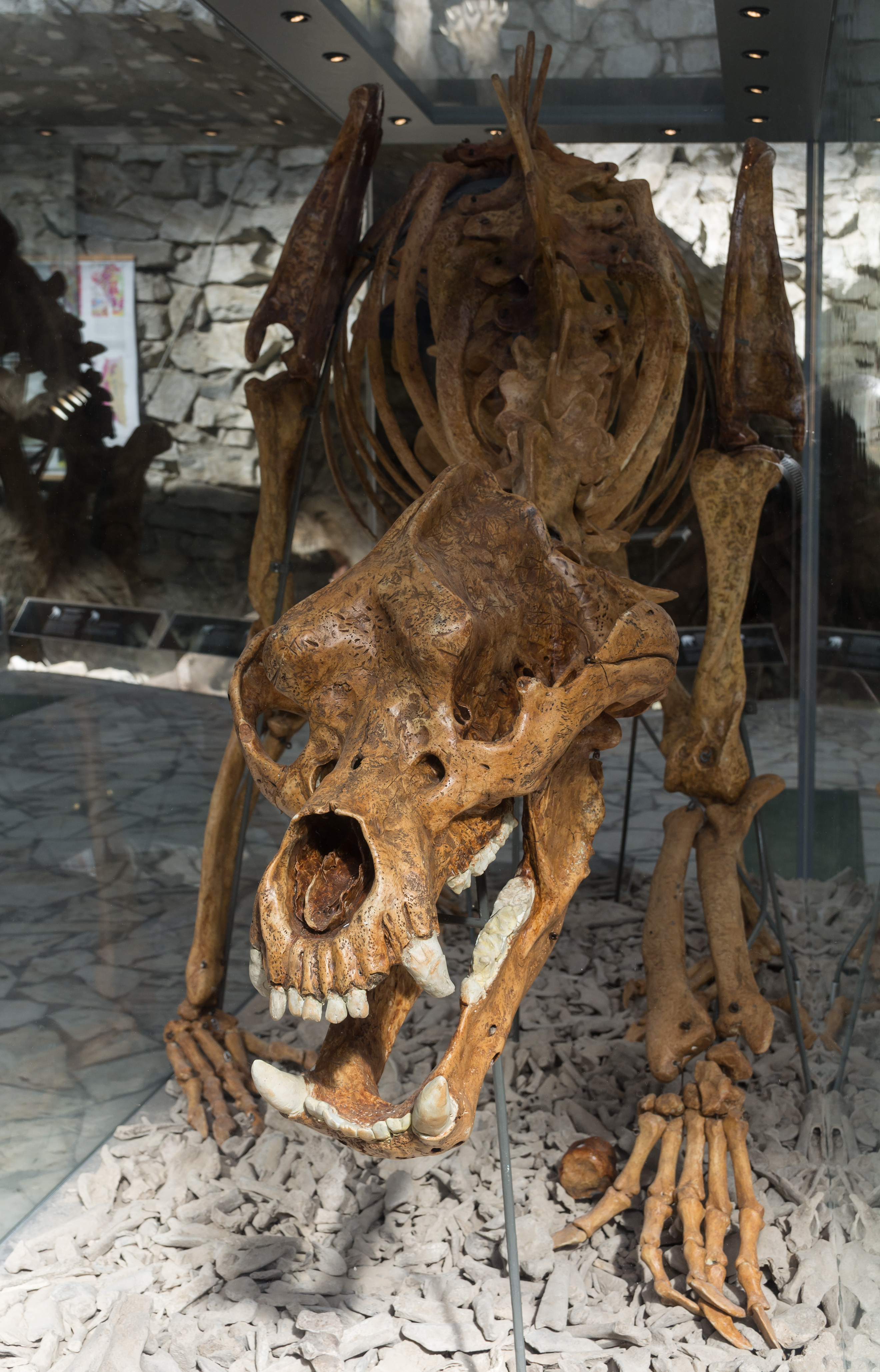
Szkielet niedźwiedzia jaskiniowego w Jaskini Niedźwiedziej w Kletnie
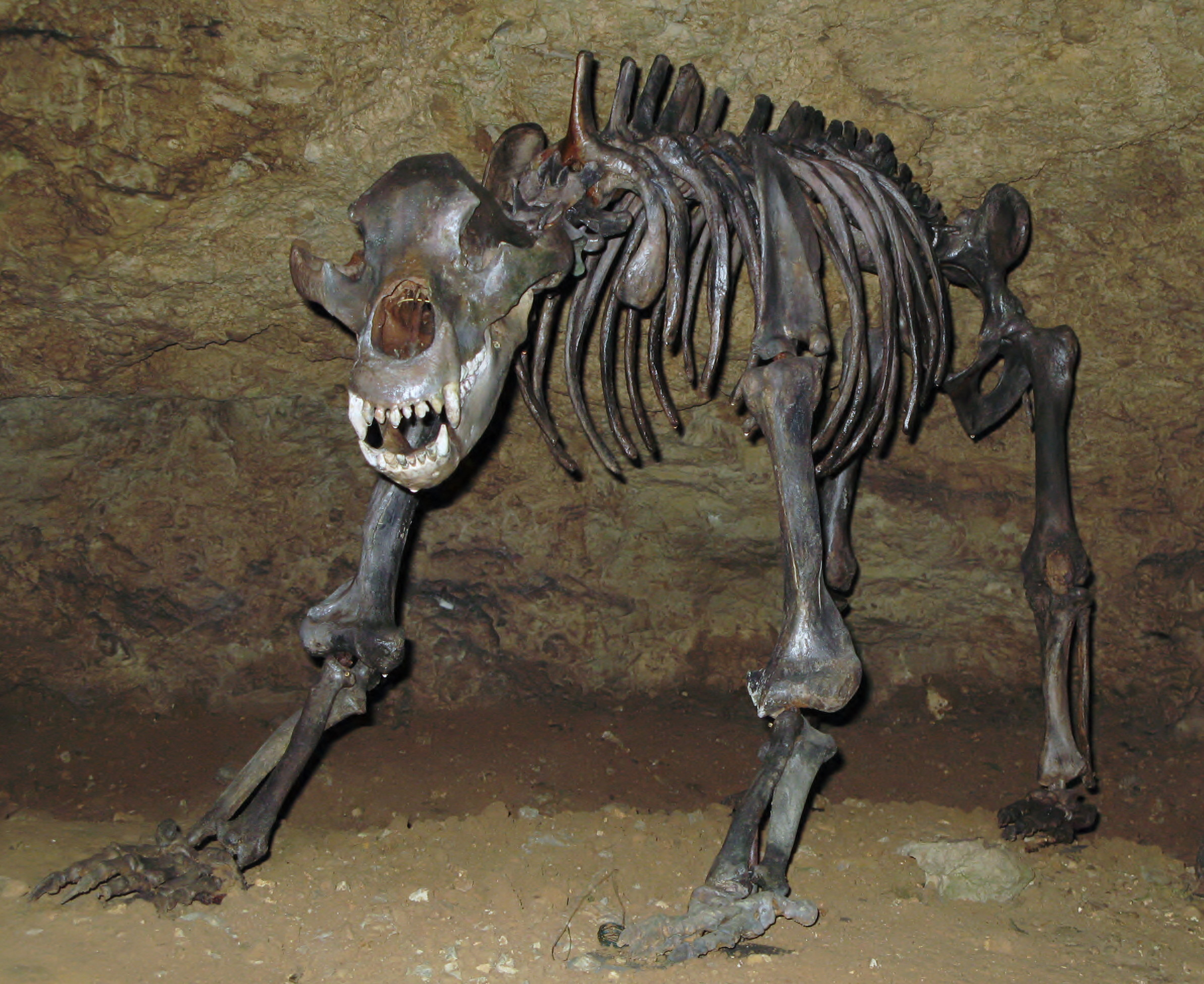
Skamieniały szkielet Ursus spelaeus z jaskini Teufelshöhle koło Pottenstein w Niemczech
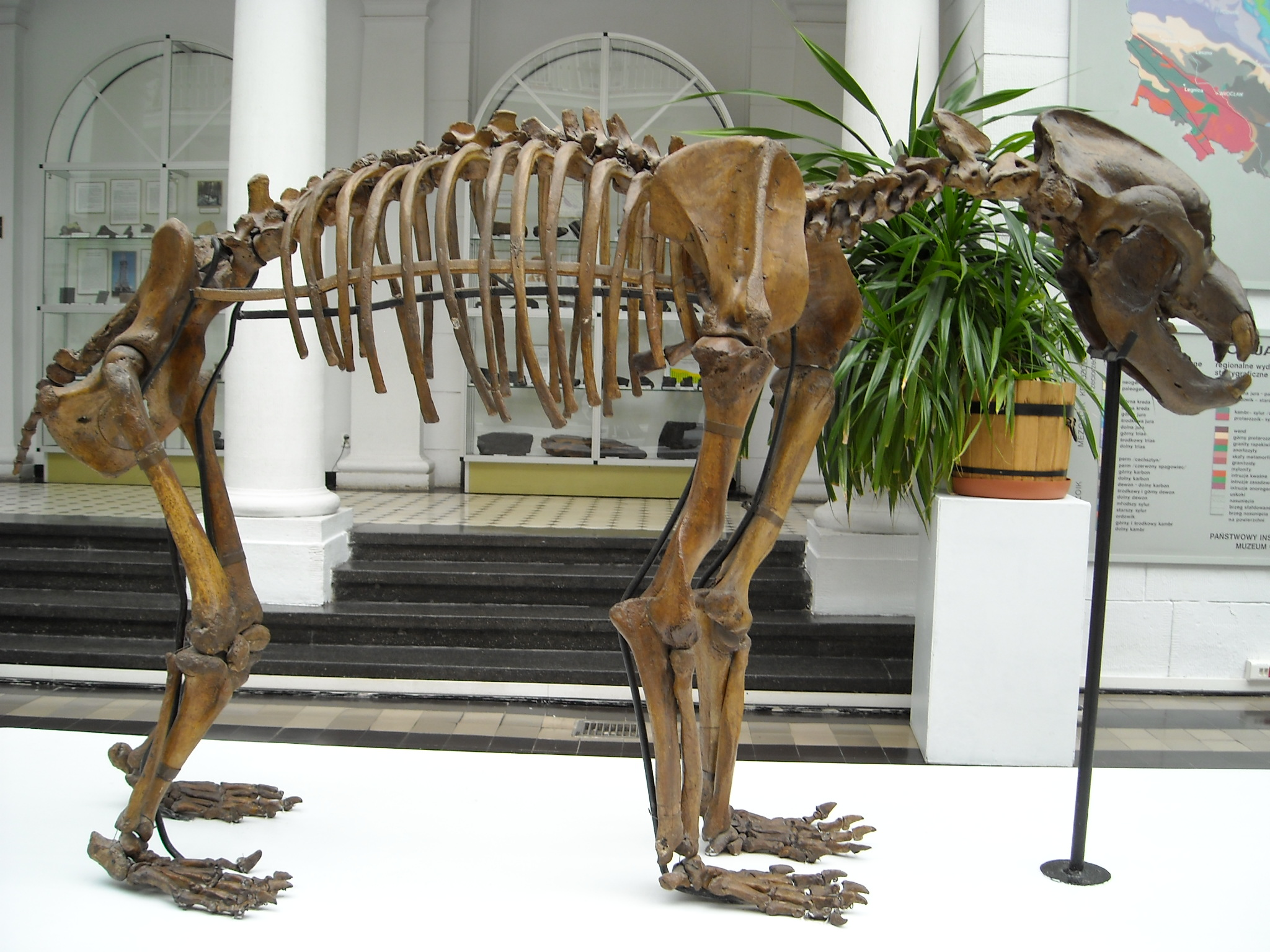
Skamieniały szkielet Ursus spelaeus, Muzeum Geologiczne Państwowego Instytutu Geologicznego w Warszawie
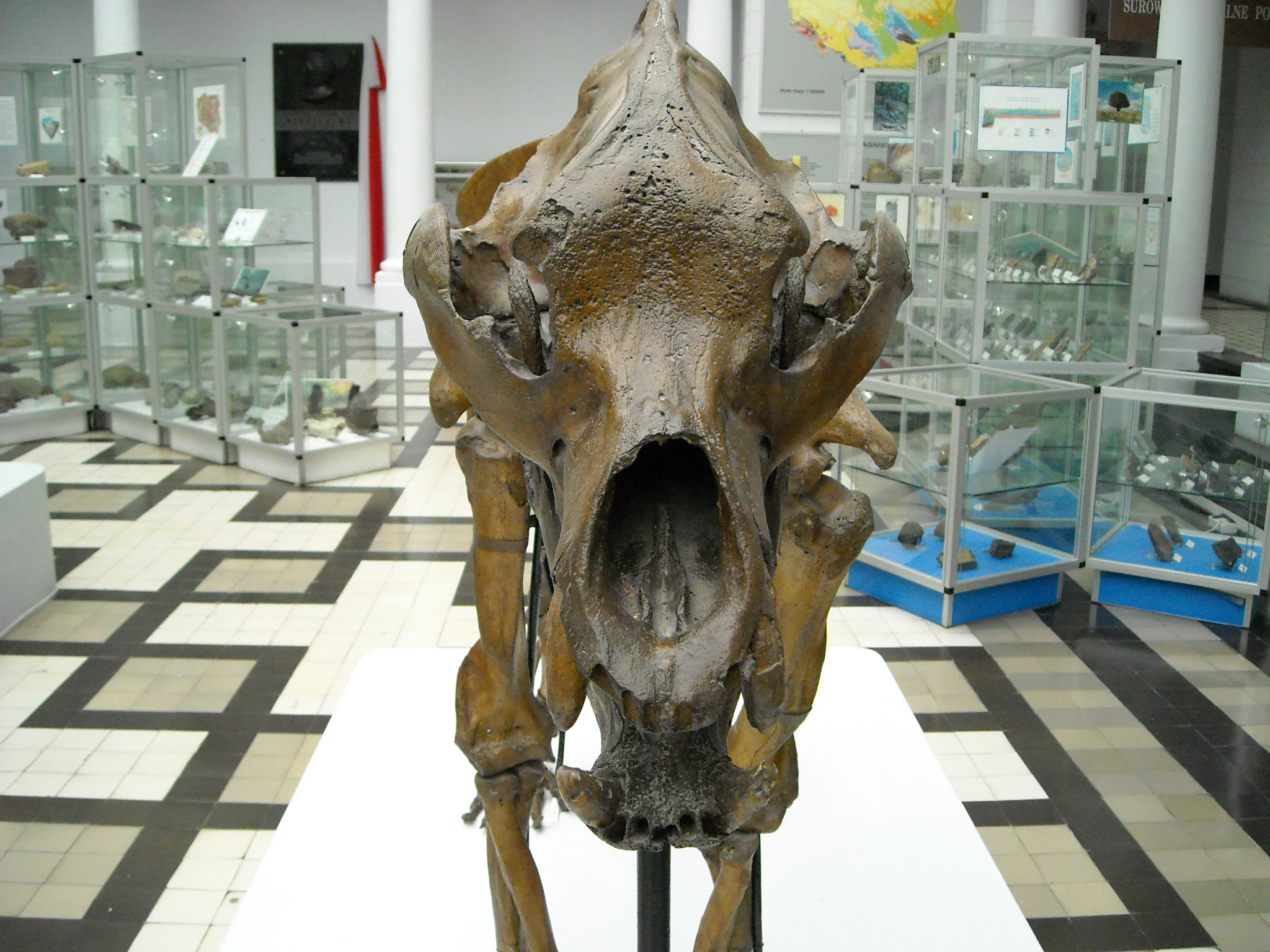
Skamieniała czaszka Ursus spelaeus, Muzeum Geologiczne Państwowego Instytutu Geologicznego w Warszawie
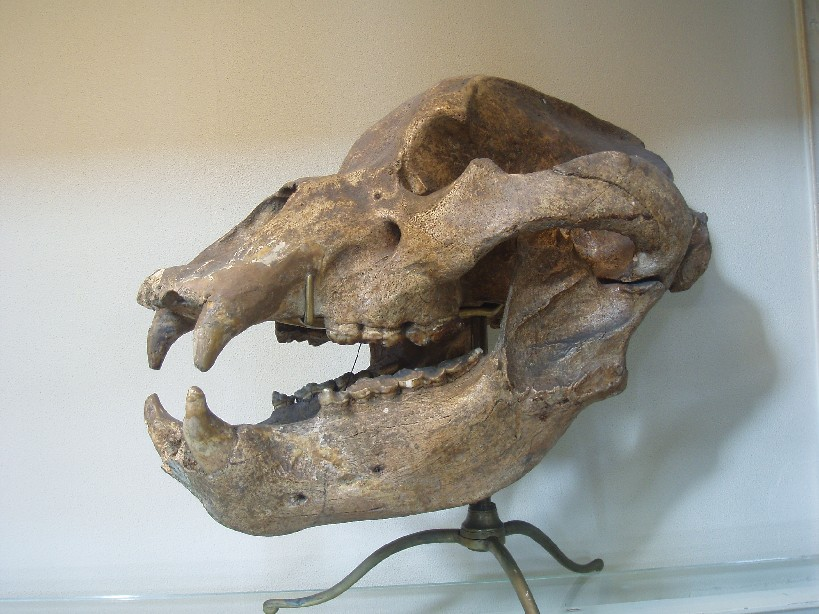
Skamieniała czaszka Ursus spelaeus, Muzeum Historii Naturalnej w Paryżu
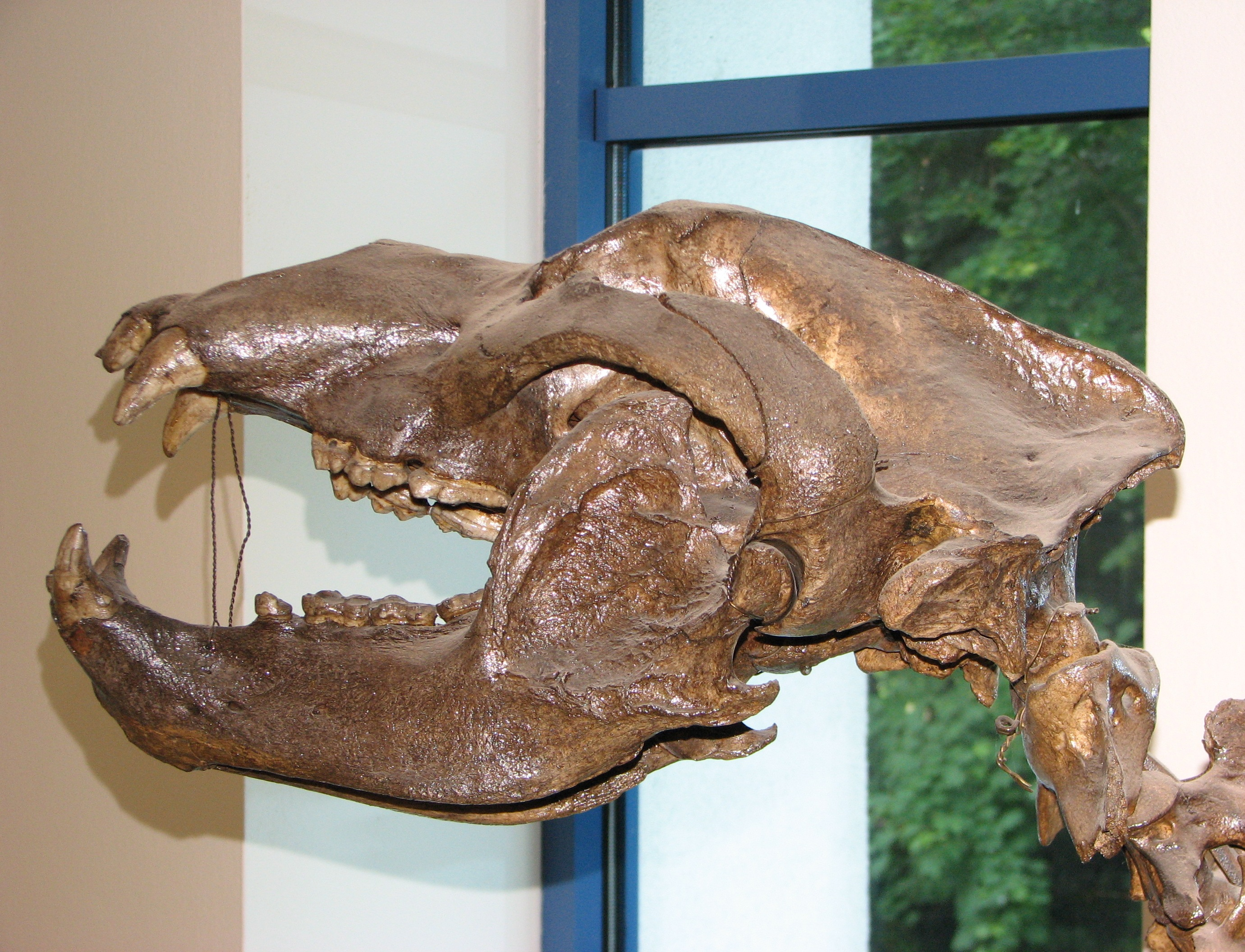
Skamieniała czaszka Ursus spelaeus, Muzeum Ziemi Morawskiej w Brnie